# Запад США
Запад США — термин, значение которого в истории страны неоднократно менялось. Это происходило по причине того, что государство расширялось, в основном, именно на запад. До 1800 года западная граница проходила по Аппалачам, затем восточной границей Запада считалась река Миссисипи.
В настоящее время к западу США обычно относят штаты, располагающиеся на Великих равнинах, в Скалистых горах и более западные штаты вплоть до Тихоокеанского побережья, а также Аляску и Гавайи.

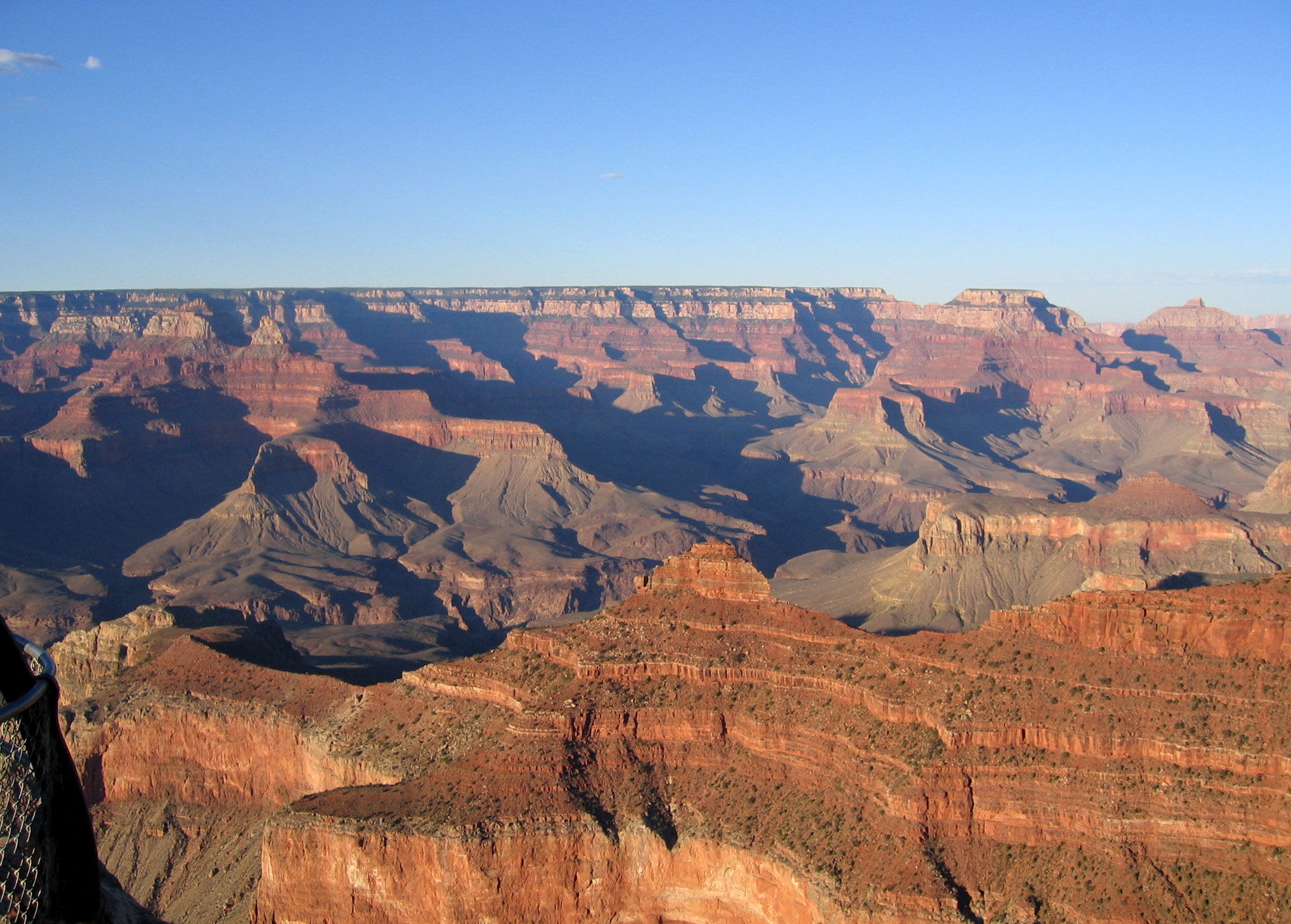
Гранд-Каньон (Аризона)

## География
Бюро переписи населения США выделяет Запад как один из четырёх основных регионов страны и включает в него 13 штатов: Айдахо, Аляска, Аризона, Вайоминг, Вашингтон, Гавайи, Калифорния, Колорадо, Монтана, Невада, Нью-Мексико, Орегон и Юта.

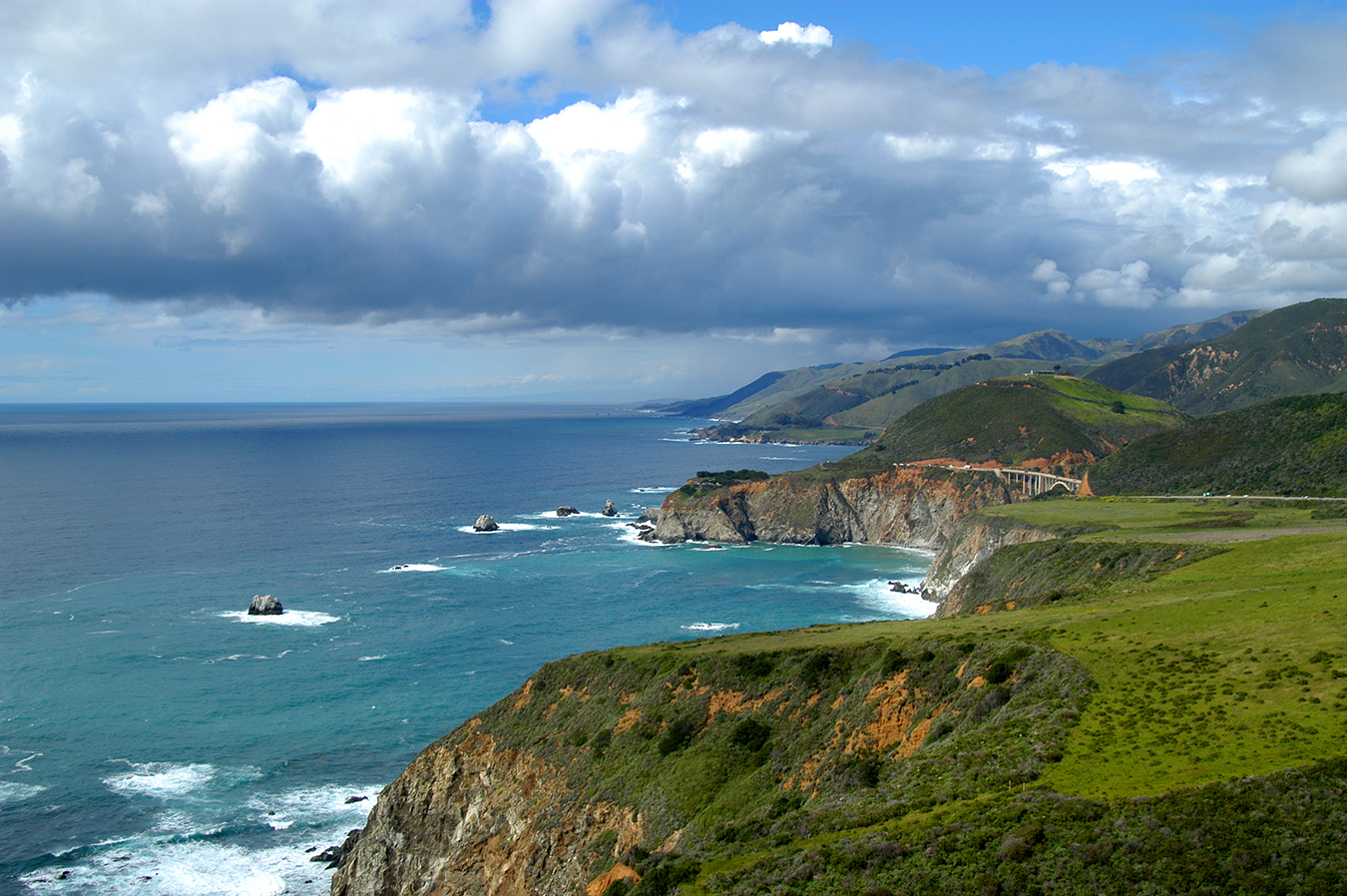
Побережье Биг-Сура (Калифорния)

Иногда восточную границу Запада проводят по реке Миссисипи. В таком случае помимо 13 перечисленных в понятие включаются ещё 12 штатов. Тем не менее, обычно их относят к Среднему Западу и Югу.
Регион покрывает значительную часть континентальной части США, а также включает в себя не относящиеся к континентальным штатам Аляску и Гавайи. Внутри себя Запад, согласно Бюро переписи населения, делится ещё на два региона — Тихоокеанский (побережье Тихого океана и не-континентальные штаты: Аляска, Вашингтон, Гавайи, Калифорния, Орегон) и Горный (Айдахо, Аризона, Вайоминг, Колорадо, Монтана, Невада, Нью-Мексико, Юта). Кроме того, в географическом, а также культурно-экономическом плане выделяется Юго-Запад США, до 1848 года входивший в состав Мексики и до сих пор сохраняющий с ней важные социально-культурные связи.
Значительную часть территории запада США занимают Кордильеры. Вблизи тихоокеанского побережья расположены Береговые хребты, а на востоке региона расположены Скалистые горы. Вблизи тихоокеанского побережья также находятся Каскадные горы, включающие ряд вулканов. На западе США находится Большой Бассейн — пустынное нагорье. К югу от него расположены пустыни Мохаве и Сонора. В районе пустыни Мохаве и Большого Бассейна находится Долина Смерти, известная как самое жаркое место на земле.

## История
Экспансия на Запад была основной тенденцией развития США с начала их существования. В 1805 году на земли Орегона пришла первая сухопутная американская экспедиция — экспедиция Льюиса и Кларка. Когда в конце 1830-х начал функционировать Орегонский путь, то в регион потянулись американские переселенцы, число которых возрастало год от года. Но на Орегон претендовала и Великобритания, рассматривая его как продолжение её канадских владений. Рост напряжённости вызвал спор о границе Орегона. Но, несмотря на воинственные заявления, обе стороны не желали воевать за Орегон. В 1846 году был подписан Орегонский договор, разделивший спорную территорию по 49-й параллели. В 1848 году американская часть территории была преобразована в Территорию Орегон.

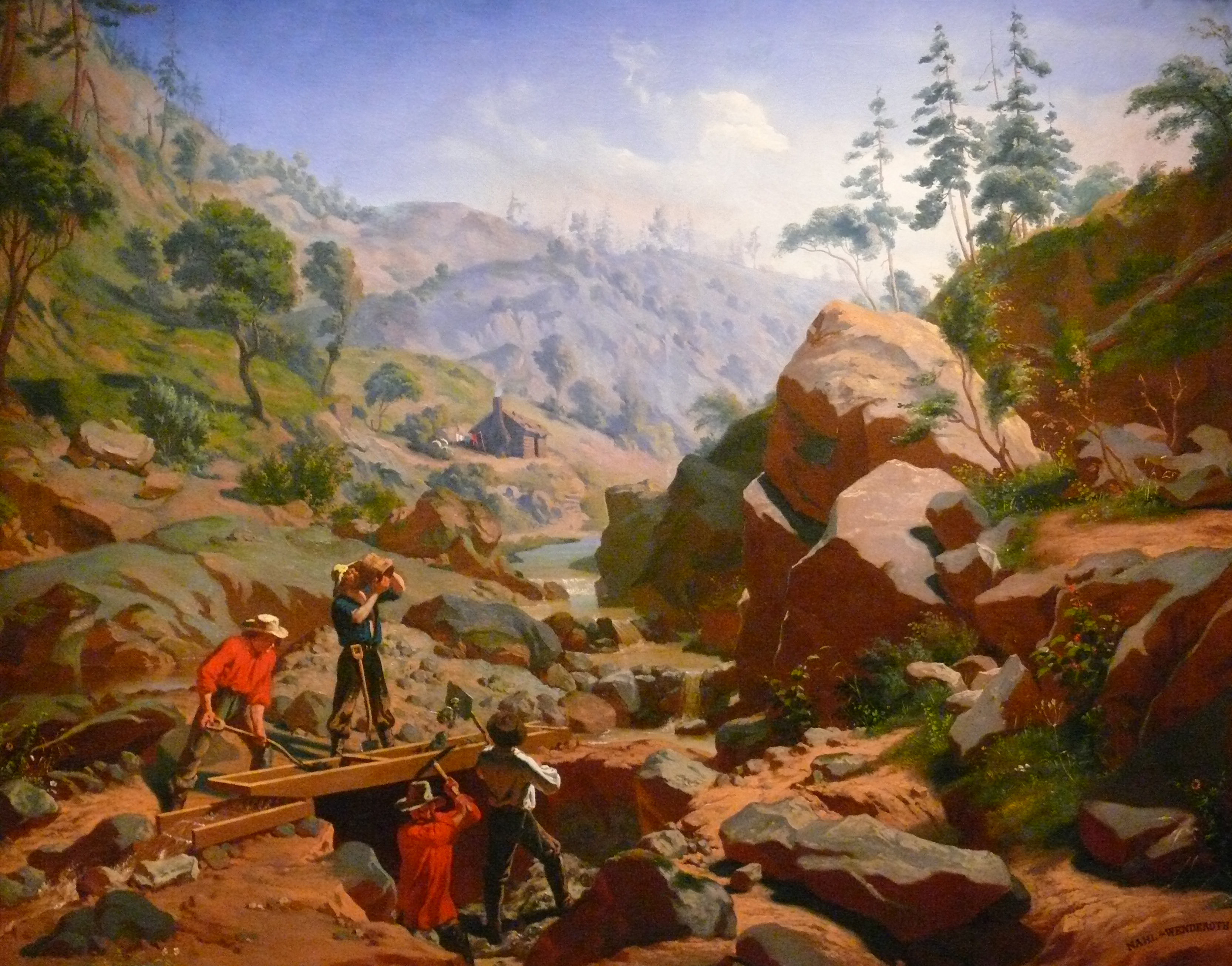
Золотоискатели в Калифорнии

В результате американо-мексиканской войны 1846-48 годов США получили Калифорнию, Аризону и Нью-Мексико. На эти территории, особенно в Калифорнию, где в 1848 году было открыто золото, через земли индейцев ринулись тысячи искателей наживы. В 1858 году на землях шайеннов и арапахов в Колорадо были открыты месторождения золота и серебра, после чего тысячи американцев вторглись во владения этих племён и изгнали их.
К 1865 году всюду западнее Миссисипи (за исключением Индейской территории) были созданы штаты и территории. В эти годы также началось строительство железных дорог на Западе, что ускорило его освоение. Тысячи искателей наживы устремились, в частности, в Монтану в связи с открытием там золота и серебра.

## Население
По оценкам 2006 года общая численность населения 13 штатов, определяемых как западные, составляла 69 355 643 человек. К западным относятся как самый населённый, так и самый ненаселённый штаты (Калифорния и Вайоминг соответственно). Плотность населения в большинстве штатов (во всех, кроме Калифорнии, Вашингтона и Техаса, отношение которого к Западу спорно) ниже, чем средняя по стране.
В западных штатах велико количество национальных меньшинств. Три из четырёх штатов, где белые американцы не составляют большинства населения, находятся в этом регионе — это Гавайи, Калифорния и Нью-Мексико; четвёртым таким штатом является Техас, который тоже можно включить в американский Запад при широком понимании этого понятия.

### Крупнейшие города

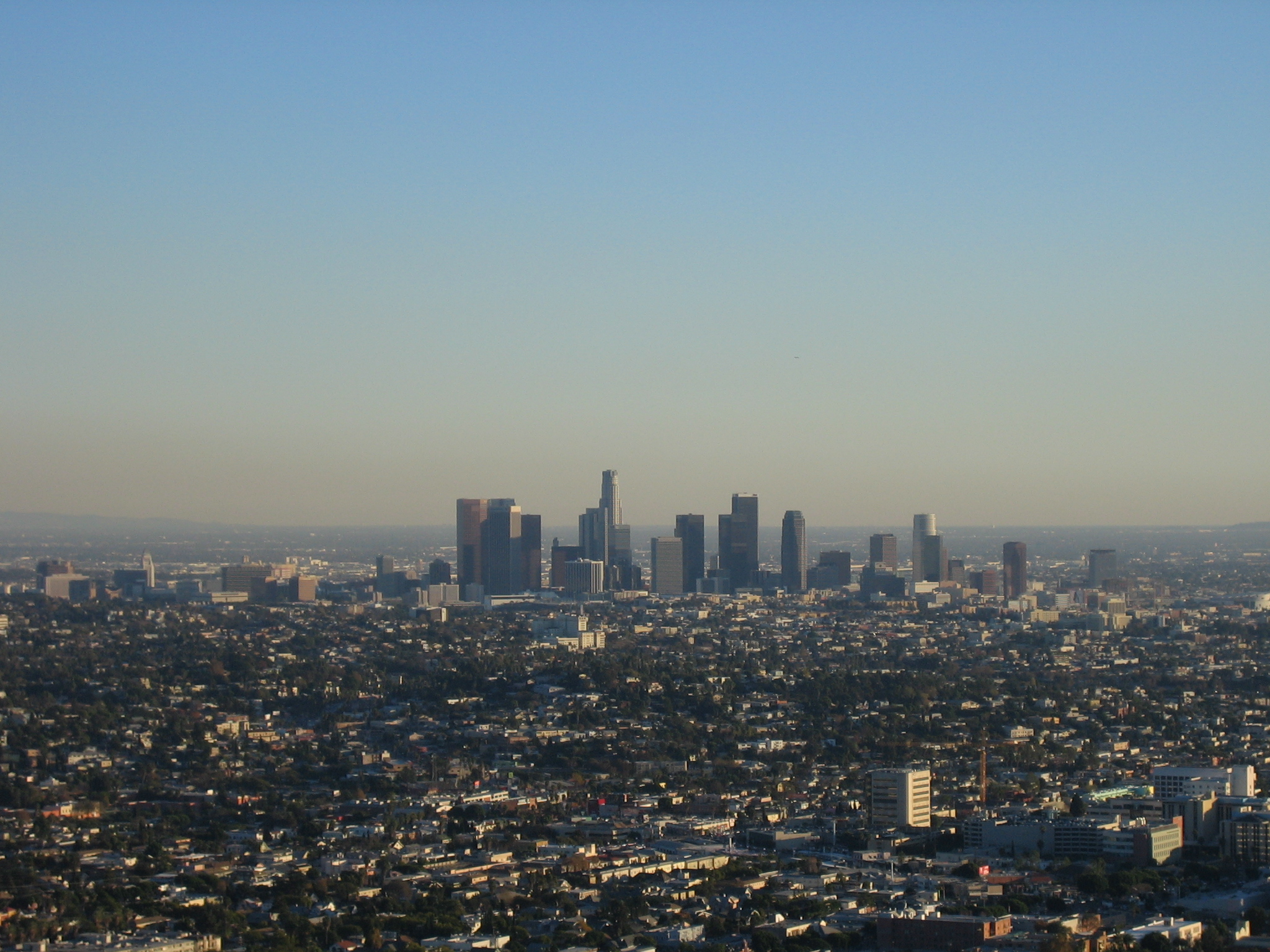
Лос-Анджелес, крупнейший город американского запада.

| Место | Город         | Штат        | Численность населения на 1 июля 2018 |
| ----- | ------------- | ----------- | ------------------------------------ |
| 1     | Лос-Анджелес  | Калифорния  | 3 990 456                            |
| 2     | Финикс        | Аризона     | 1 660 272                            |
| 3     | Сан-Диего     | Калифорния  | 1 425 976                            |
| 4     | Сан-Хосе      | Калифорния  | 1 030 119                            |
| 5     | Сан-Франциско | Калифорния  | 883 305                              |
| 6     | Сиэтл         | Вашингтон   | 744 955                              |
| 7     | Денвер        | Колорадо    | 716 492                              |
| 8     | Портленд      | Орегон      | 653 115                              |
| 9     | Лас-Вегас     | Невада      | 644 644                              |
| 10    | Альбукерке    | Нью-Мексико | 560 218                              |